# Tonadilla
Tonadilla (pot traduir-se com Tonada) és una cançó tradicional espanyola que naix dels romanços del Segle d'or espanyol. Els romanços eren cançons d'origen àrab, que s'acompanyaven amb instruments i s'interpretaven als entreactes d'una funció de teatre, alternades amb números de ball. La lletra dels romanços solia ser sobre temes de pícaros i les seues aventures i el llenguatge emprat era vulgar.

## "Tonadilla" escènica
És una obra escènica, generalment curta, humorística i satírica amb argument basat en costums típics espanyols que es representava en els segles xviii i xix durant els intermedis de les comèdies.
Es tracta d'un gènere exclusivament espanyol. La part musical era molt important, encara que s'alternaven textos cantats i recitats. El nombre de personatges oscil·lava entre un i sis. El compositor solia inspirar-se en temes folklórics moltes vegades d'origen andalús.
La tonadilla escènica es caracteritza per la seua inspiració en la música popular espanyola, front d'altres expressions musicals amb influència estrangera. És un espectacle teatral d'una durada de 20 minuts. Les normes per a la seua durada van ser expressament indicades pel literat i polític espanyol del segle xviii, Jovellanos, amb motiu del concurs convocat per a premiar noves tonadillas que va tenir lloc el 2 de desembre de 1791.

## Història
El creador de la tonadilla escènica va ser el músic català (flautista i oboista), nascut a Mataró l'any 1727, Luis de Misón; el seu debut en aquest gènere va tenir lloc l'any 1757 amb l'obra titulada Una mesonera y un arriero. La seua obra va ser extensa i avui dia es conserven bastants de les que va compondre: 7 a la Biblioteca Nacional d'Espanya i 100 catalogades a la Biblioteca Municipal de Madrid.
Altres compositors que va abordar aquest gènere van ser Moral, Laserna, Esteve i Manuel García aquest últim celebre també en la seua faceta d'intèrpret.
En total es conserven catalogades 2.000 tonadillas. El musicòleg José Subirá les va estudiar, les va catalogar i les va rescatar de l'oblit. Entre els autors dels llibrets cal esmentar els escriptors Ramón de la Cruz i Tomás de Iriarte.
Els intèrprets van rebre el nom de tonadilleros i tonadilleras, nom que posteriorment heretarien les cupletistes del segle xx. Van ser famoses Catalina Pacheco, María la Granadina, María del Rosario Fernández, àlies La Tirana i María Antonia Vallejo, àlies La Caramba.
Entre les tonadillas més famoses de segle xviii cal esmentar:
- La calle de Sal si puedes, amb lletra de Ramón de la Cruz i música de Luis Misón, estrenada l'any 1772
- El campo de la Manuela
- Las maravillas
- El Rastro
- La Fuente de la Teja

## TonadillasiTiranas
Durant la segona meitat del segle xviii es van posar de moda certa classe de cançons i balls, els temes de les quals podien ser d'assumpte palatí, sentenciosos, amorosos i costumistes. Eren tonadillas anomenades tiranas per les paraules Ay Tirana, ay Tirana, amb les quals començava la cançó. Estaven compostes en cobles octosíl·labes de quatre versos assonants, amb unes tornades molt peculiars.
Cap al 1820, la majoria dels autors de tonadillas havien desaparegut sense que ningú en prenguera el relleu artístic. En aquests anys desapareix la tonadilla com a gènere teatral i líric i és substituïda per l'òpera italiana que ve a monopolitzar el teatre durant prop de mig segle, i més tard, a partir de la dècada del 1850, per la sarsuela. No obstant la tonadilla com a cançó o com a cuplet va resistir, afavorida en gran manera per la Cort.